# William Grant Craib
William Grant Craib  (10 de marzo de 1882 - 1 de noviembre de 1933) fue un botánico, explorador y curador inglés.
Fue director en el estudio de la "Flora de Tailandia", donde una de sus colaboradoras fue Euphemia Barnett. Edita Florae Siamensis Enumeratio, continuado luego de su muerte en 1933 por A.F.G. Kerr. Finaliza en tres volúmenes, y el último, (número tres del volumen tercero) se publicó en 1962, con la familia Gesneriaceae, editado por Barnett.

## Algunas publicaciones
- 1931. Polypetalae. Vol. 1 de Florae Siamensis Enumeratio. Editor Siam Soc. 809 pp.

- 1925. Florae siamensis enumeratio

- 1917. New Species of Primula Belonging to the Petiolaris-Sonchifolia Section. Editor H.M. Stationery Office, 7 pp.

- 1913. Contributions to the flora of Siam: Monocotyledones. Aberdeen University studies 61. Editor Printed for the Univ. of Aberdeen, 41 pp. Edición reimpresa de BiblioBazaar, 2011, 52 pp. ISBN 1172838135

- 1912. The flora of Banffshire. Edición reimpresa de BiblioBazaar, 2010, 120 pp. ISBN 1177983303

## Honores

### Eponimia
Género
- (Fabaceae) Craibia Dunn[1]

Especies
- (Acanthaceae) Justicia craibii W.W.Sm.[2]

- (Aloaceae) Aloe craibii Gideon F.Sm.[3]

- (Apiaceae) Hydrocotyle craibii H.Eichler[4]

- (Asclepiadaceae) Ceropegia craibii J.E.Victor[5]

- (Asteraceae) Decaneuropsis craibiana (Kerr) H.Rob. & Skvarla[6]

- (Crassulaceae) Kalanchoe craibii Raym.-Hamet[7]

- (Dioscoreaceae) Dioscorea craibiana Prain & Burkill[8]

- (Euphorbiaceae) Phyllanthus craibii Chakrab. & N.P.Balakr.[9]

- (Fabaceae) Desmodium craibii H.Ohashi[10]

- (Fagaceae) Lithocarpus craibianus Barnett[11]

- (Gesneriaceae) Oreocharis craibii Mich.Möller & A.Weber[12]

- (Myrtaceae) Syzygium craibii Chantar. & J.Parn.[13]

- (Orchidaceae) Bulbophyllum craibianum Kerr[14]

- (Passifloraceae) Adenia craibii Chatterjee[15]

- (Rutaceae) Glycosmis craibii Tanaka[16]

- (Vitaceae) Cissus craibii Gagnep.[17]

- La abreviatura «Craib» se emplea para indicar a William Grant Craib como autoridad en la descripción y clasificación científica de los vegetales.[18]

## Fuente
- Gordon Cheers (ed.) Botanica: Das ABC der Pflanzen. 10.000 Arten in Text und Bild. Könemann Verlagsgesellschaft, 2003, ISBN 3-8331-1600-5